# Charles Owen Prince

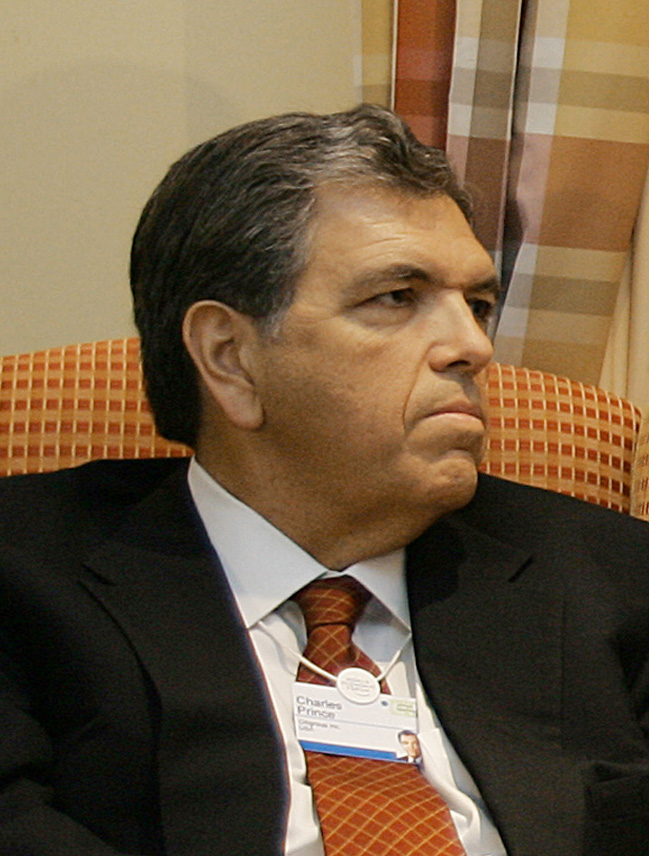
Charles Prince op het World Economic Forum (2007).

Charles Owen Prince (Lynnwood, Californië, 13 januari 1950), in de volksmond bekend als Chuck Prince, was bestuursvoorzitter (CEO) van de Amerikaanse bank Citigroup van 2003 tot 2007.  Hij stapte op in november 2007 nadat zijn bank onverwachts slecht gepresteerd had over het derde kwartaal van dat jaar. Deze slechte prestatie was voornamelijk het gevolg van de geleden verliezen op CDO's en MBS'en waar de bank in handelde. Het feit dat onder andere Prince bij zijn vertrek nog een enorme bonus kreeg uitgekeerd, veroorzaakte de nodige opschudding.

## Opleiding
Prince behaalde aan de USC zijn bachelor, master en Juris Doctor. Hij studeerde daarna door en behaalde een Master of Laws-titel aan het Georgetown University Law Center.

## Carrière
Prince begon in 1975 als procureur bij U.S. Steel. In 1979 trad hij in dienst bij de Commercial Credit Company, de voorloper van de huidige Citigroup. In 1996 werd hij bevorderd tot Executive Vice President bij de destijds zelfstandige Travelers Group. Na de fusie van Travelers Group en Citigroup in 1999 werd Prince benoemd tot Chief Administrative Officer van Citigroup. Nadien werd hij nog bevorderd tot Chief Operating Officer (2001) en voorzitter van Citi Markets and Banking (2002). In 2003 volgde Prince ten slotte zijn voorganger Sanford I. Weill op als Chief Executive Officer (CEO) van Citigroup. Na Prince's vertrek als CEO bij Citigroup in 2007 werden zijn taken overgenomen door Vikram Pandit en Robert Rubin. 
Na zijn vertrek bij Citigroup bleef Prince nog wel actief in de zakenwereld, onder meer als senior counselor bij de Albright Stonebridge Group. Daarnaast heeft hij gewerkt bij organisaties als het Financial Services Forum, de Council on Foreign Relations en de Business Roundtable. Vanaf februari 2006 was hij ook actief als bestuurslid bij Johnson & Johnson. Ook bleef hij na zijn afscheid als directeur in 2007 als adviseur nog steeds betrokken bij Citigroup.

## Opspraak
In 2009, toen de kredietcrisis eenmaal in volle hevigheid was uitgebroken, werd Prince in een artikel in The Guardian aangewezen als een van de vijfentwintig hoofdverantwoordelijken. In 2008 was Prince in verband hiermee al genoemd in het tijdschrift Fortune, n.a.v. een omstreden uitspraak over "zolang de muziek nog blijft spelen" die hij in juli 2007 had gedaan in een interview in The Financial Times.
.